# Transportes Coletivos de Anápolis
TCA - Transportes Coletivos de Anápolis foi a única empresa concessionária do transporte coletivo de Anápolis (GO) durante 52 anos. A TCA era considerada como a empresa de transporte coletivo modelo do Brasil e apontada como referência por todas entidades ligadas ao transporte coletivo urbano. Possuía um sistema integrado e o único terminal fazia com que o passageiro pagasse uma única passagem para ir a qualquer ponto da cidade. Apesar de ser um serviço 100% integrado, que permitia que o usuário circulasse por toda a cidade pagando apenas uma passagem, esta integração era realizada em um único local na região central, obrigando todas as linhas a irem ao terminal da Praça Americano do Brasil, causando demora e viagens desnecessárias.

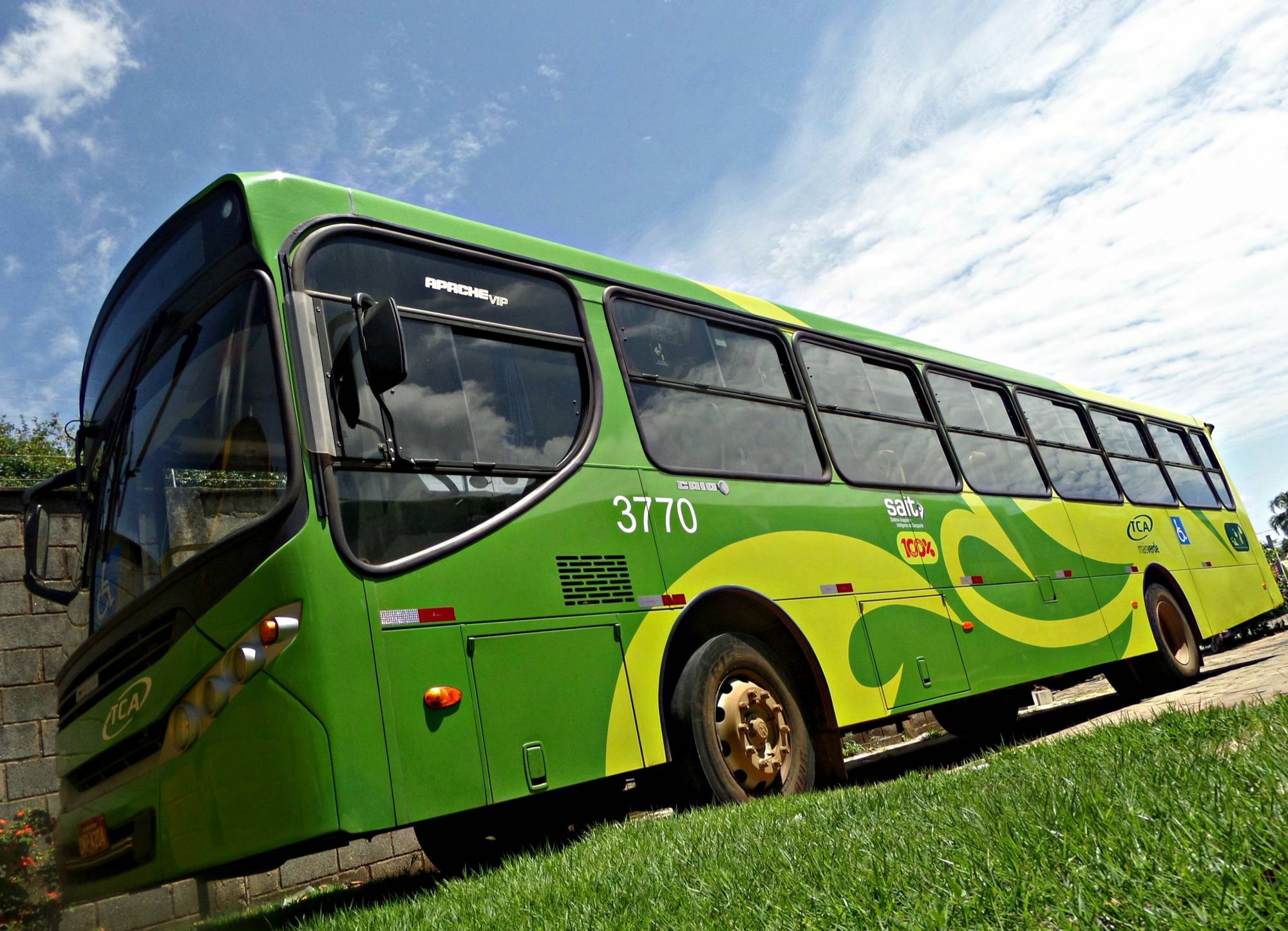
Caio Apache Vip III estacionado na garagem da Nasson Tur

O sistema de integração anapolino era 100% automatizado e segundo a empresa, é era um sistema único no mundo, tendo sido desenvolvido há 15 anos pela própria TCA e é operado exclusivamente por computadores.

## História
Foi fundada em 1963 pelo pioneiro João Rodrigues de Queiroz, com uma frota de apenas quatro ônibus. Dez anos depois, 30 por cento das ações foram adquiridas pela Transbrasiliana. Em 1983, a Transbrasiliana assumiu o controle acionário da TCA. No mesmo ano, o jovem Miguel Moreira Braga, com apenas 26 anos de idade, assumiu a direção da TCA, cargo que ocupou até novembro de 2005. De 2005 a 2015, a TCA foi dirigida pelo sr. Lacy Martins da Silva.
Hoje a TCA opera no transporte coletivo em Marabá, e desde 2015 está com um pedido de recuperação judicial. Em 21 de novembro de 2015 a empresa entregou a concessão do transporte em Anápolis para o Consórcio Urban, empresa vencedora da licitação iniciada em 2009.